# Uzbekistán en los Juegos Olímpicos de Vancouver 2010
Uzbekistán estuvo representado en los Juegos Olímpicos de Vancouver 2010 por tres deportistas, un hombre y dos mujeres, que compitieron en dos deportes.
El portador de la bandera en la ceremonia de apertura fue el esquiador alpino Oleg Shamayev. El equipo olímpico uzbeko no obtuvo ninguna medalla en estos Juegos.